# Oxalis pachyrrhiza
Oxalis pachyrrhiza är en harsyreväxtart som beskrevs av Hugh Algernon Weddell. Oxalis pachyrrhiza ingår i släktet oxalisar, och familjen harsyreväxter. Inga underarter finns listade i Catalogue of Life.